# Gerhard Schmidt (Politiker, 1919)
Gerhard Schmidt (* 15. September 1919 in Berlin; † 25. November 1984 in Kaarst, Regierungsbezirk Düsseldorf) war ein deutscher Politiker (SPD).
Gerhard Schmidt war ein Sohn eines Reichsbahnarbeiters und besuchte eine Volksschule in Berlin-Schöneberg. Durch das sozialdemokratische Elternhaus geprägt trat er 1928 den „Kinderfreunden“ und den „Falken“ bei. 1930 wechselte er zur Karl-Marx-Schule in Berlin-Neukölln, die er 1936 mit der Obersekundareife abschloss. Schmidt machte eine kaufmännische Lehre bei einer Bienenhonigfirma, wo er später auch arbeitete. Da sein Vater im September 1939 inhaftiert wurde, besuchte er ihn mehrfach im KZ Sachsenhausen. 1940 wurde er von der Wehrmacht eingezogen und geriet in Afrika in amerikanischer Kriegsgefangenschaft.
Nach dem Zweiten Weltkrieg kehrte Schmidt im April 1947 nach Berlin zurück und trat der SPD bei. Er wurde beim Finanzamt Charlottenburg-West eingestellt und trat dem Freien Deutschen Gewerkschaftsbund (FDGB) bei. Ein Jahr später wechselte er zur Unabhängigen Gewerkschaftsopposition (UGO) und schließlich 1950 zur neugegründeten Gewerkschaft Öffentliche Dienste, Transport und Verkehr (ÖTV). Schmidt wurde Mitglied des Hauptbetriebsrats der Berliner Finanzämter, im Oktober 1952 wurde er hauptamtlich bei der ÖTV eingestellt. Bei der Berliner Wahl 1958 wurde er im Wahlkreis Schöneberg 1 in das Abgeordnetenhaus von Berlin gewählt, bis März 1967 gehörte er dem Parlament an.